# Schwanenhaus (Dresden)

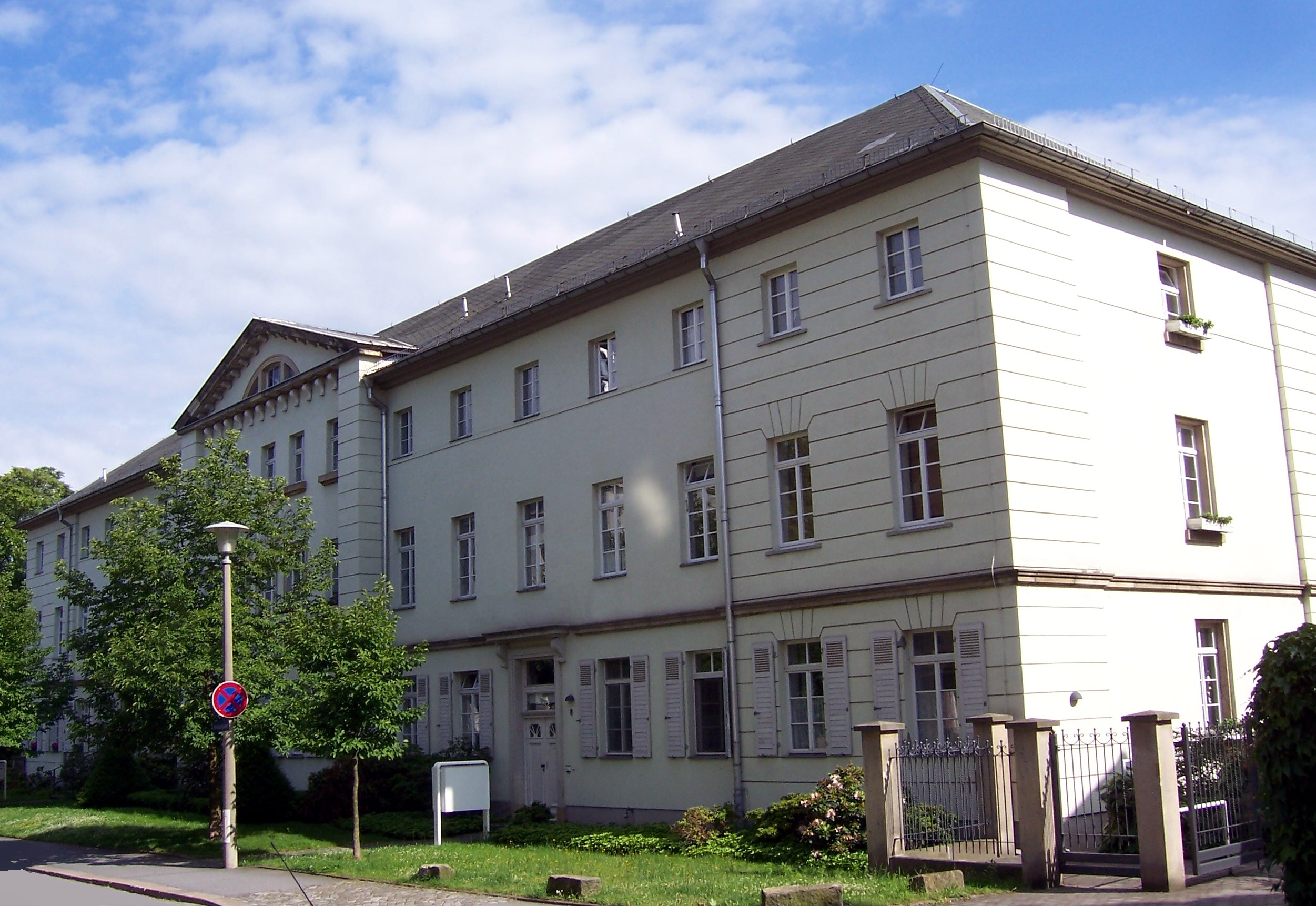
Schwanenhaus

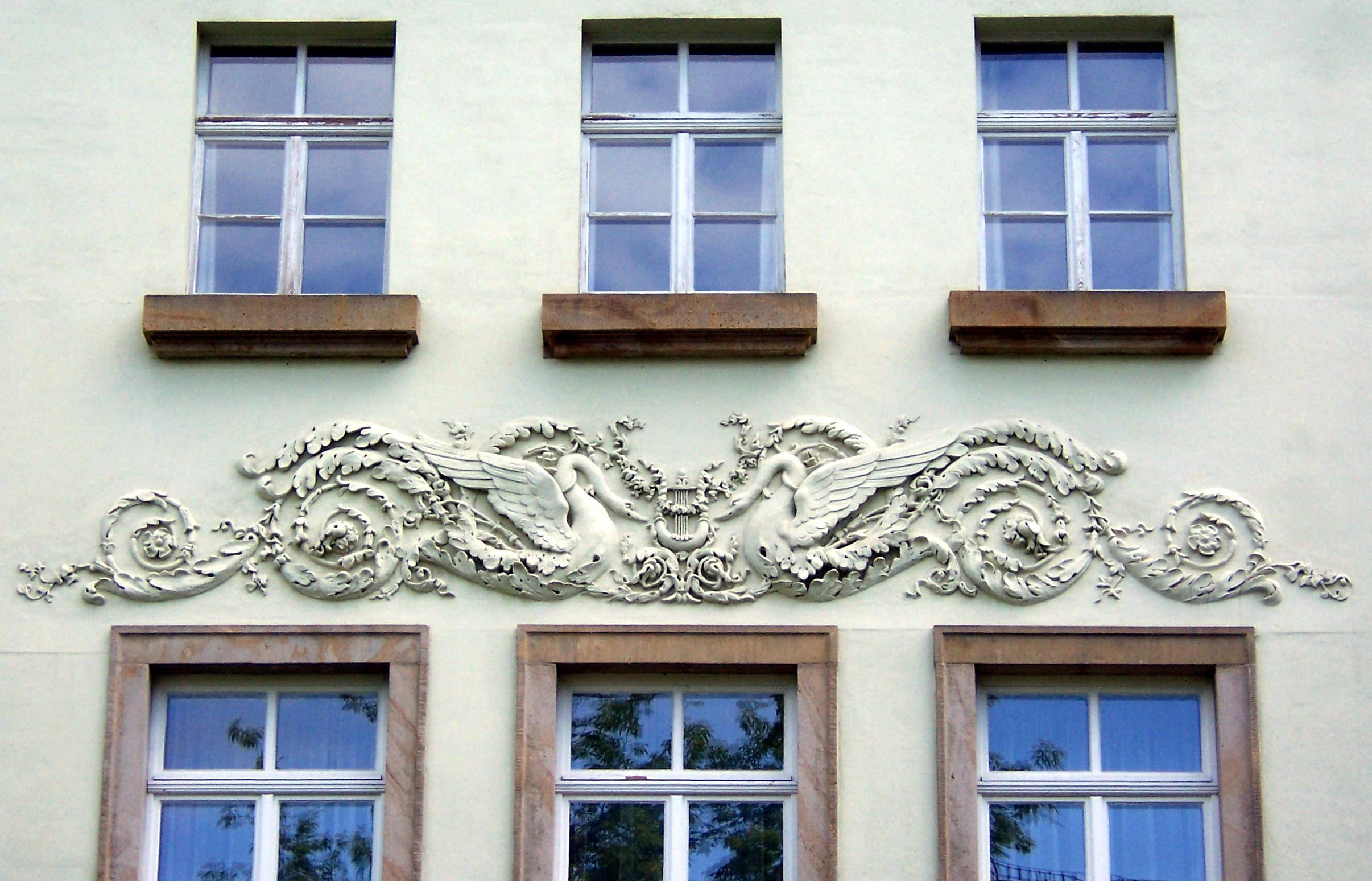
Fassadendetail des Schwanenhauses

Das Schwanenhaus, ursprünglich Langes Haus auf Coßels, ist ein langgestreckter klassizistischer Bau mit Schwanenschmuck am Mittelgiebel im Stadtteil Äußere Neustadt in Dresden auf dem Grundstück Holzhofgasse 8/10. Es ist heute ein Altenzentrum der Diakonissenanstalt Dresden.

## Geschichte
Woldemar Hermann errichtete es 1826/1827 als ursprünglich zweigeschossigen Bau im Auftrag des Professors für französische Sprache Frédéric de Villers im ehemaligen Coselschen Garten.
Das Schwanenhaus diente als Mietshaus für acht Familien. Die Diakonissenanstalt erwarb es 1928 und nutzte es als Altersheim für Diakonissen. Im Jahr 1945 brannte es wie zahlreiche weitere Gebäude der Anstalt aus. Zu Beginn der 1980er-Jahre wurde noch über einen Abriss des verfallenen Gebäudes beraten. Man entschied sich schließlich für einen Wiederaufbau der Ruine, der von 1986 bis 1990 im historischen Stil erfolgte. Im Schwanenhaus befindet sich heute das „Altenzentrum“. Auf dem Gelände entstand zeitgleich ein Neubau, in dem heute das Altenpflegeheim der Anstalt untergebracht ist. Im Kellergeschoss entstand eine Behindertenwerkstatt, die 1996 nach Weißig in einen Neubau der Architekten Hillebrand und von Below zog.
Auch die „Kuppelvilla“ bzw. das „Wasserpalais auf Cosel“ baute Woldemar Hermann für de Villers. Es wurde im Zweiten Weltkrieg zerstört und nicht wieder aufgebaut. Die Diakonissenanstalt hatte die Villa ab 1927 als Krankenpflegeschule genutzt.